# Jordan Sierra
Pour les articles homonymes, voir Sierra.
Jordan Sierra est un footballeur équatorien né le 23 avril 1997 à Manta. Il évolue au poste milieu défensif en faveur du Deportivo Toluca.

## Biographie

### En équipe nationale
Avec les moins de 20 ans, il participe au championnat sud-américain des moins de 20 ans en 2017. Lors de cette compétition, il joue neuf matchs, inscrivant un but contre le Chili. L'Équateur se classe deuxième du tournoi, derrière l'Uruguay.
Il dispute dans la foulée la Coupe du monde des moins de 20 ans organisée en Corée du Sud. Lors du mondial junior, il joue trois matchs, contre les États-Unis, l'Arabie saoudite, et le Sénégal. Il est capitaine lors de ces trois rencontres.
Jordan Sierra reçoit sa première sélection en équipe d'Équateur le 22 février 2017, en amical contre le Honduras (victoire 3-1).

## Palmarès
- Finaliste du championnat de la CONMEBOL des moins de 20 ans en 2017 avec l'équipe d'Équateur des moins de 20 ans
- Champion d'Équateur de D2 en 2015 avec le Delfín SC